# Пашуто, Владимир Терентьевич
Влади́мир Тере́нтьевич Пашу́то (19 апреля 1918, Петроград — 10 июня 1983, Москва) — советский историк-медиевист. Доктор исторических наук (1960), профессор, член-корреспондент АН СССР (1976).

## Биография
Родился в семье Терентия Ивановича Пашуто, предпринимателя из крестьян дер. Лыжки Лепельского уезда Витебской губернии (1884—1946), и Елены Александровны Пашуто (урождённой Измайловой), дочери одного из слуг (лакея 1-го разряда) царскосельских дворцов (1892—1969). Родители поженились 28 апреля (11 мая) 1913 года в царскосельском Екатерининском соборе, скончались в Ленинграде. Был крещён в Екатерининской церкви в Екатерингофе «в честь и память Святого Равноапостольного князя Владимира». Семья жила на Рижском проспекте, д. 54 (угол Старо-Петергофского проспекта). 
Окончил 41-ю трудовую школу в Петрограде (бывшую Петришуле) и поступил в Ленинградский государственный университет, окончив его 29 июня 1941 года, прослушал курсы как исторического, так и филологического факультетов.
В годы Великой Отечественной войны находился на ответственной комсомольской работе. В августе 1941 года работал на строительстве укреплений в районе г. Тосно (Ленинградская область). В Гидрографическом управлении ВМФ В. Т. Пашуто исполнял обязанности начальника военно-политического отдела Морского атласа и картографа-составителя. Также был заместителем секретаря комитета ВЛКСМ управления. В конце 1941 года вместе с Гидрографическим управлением он был эвакуирован в Омск.
В конце 1942 года в связи с сокращением штатов перешёл на работу на располагавшийся в Омске завод № 206 Наркомата судостроительной промышленности СССР в качестве референта заводоуправления. Летом 1943 года был избран освобожденным секретарем комитета ВЛКСМ завода, в качестве которого работал до мая 1944 года. Там вёл пропагандистскую и лекторскую работу, редактировал заводскую многотиражную газету, состоял членом Куйбышевского райкома ВЛКСМ Омска. В апреле 1944 года был принят кандидатом в члены ВКП(б).
В мае 1944 года по решению Омского обкома ВКП(б) В. Т. Пашуто получил направление в Москву на учёбу в Высшую дипломатическую школу МИД. В начале 1945 года подготовился к экзаменам в аспирантуру Института истории АН СССР, сдал их в марте — апреле, и был принят в аспирантуру к академику Б. Д. Грекова. Член ВКП(б) с 1947 года.
В 1948 году Владимир Терентьевич защитил кандидатскую диссертацию по истории Галицко-Волынской Руси, которая затем стала основой одноимённой монографии (1950). Тогда же начал работать в Институте истории (с 1968 — Институт истории СССР).
В 1959 году вышла его монография «Образование Литовского государства», на эту тему в 1960 году была защищена докторская диссертация.
Консультировал фильм Андрея Тарковского «Андрей Рублёв».
Изыскания по истории древнейших государств на территории СССР сделали В. Т. Пашуто основателем сектора истории древнейших государств в Институте истории АН СССР (1969).
С 1970 года профессор Московского областного педагогического института им. Н. К. Крупской.
С 1977 года одновременно был заведующим отделом истории докапиталистических формаций в Институте истории СССР.
В 1977 году основал серию научных комментированных изданий древнейших рукописных текстов, содержащих сведения о территориях и народах, населявших в прошлом Восточную Европу («Древнейшие источники по истории народов СССР», с 1993 года «Древнейшие источники по истории народов Восточной Европы»).
Похоронен на Ваганьковском кладбище в Москве.
Жена в первом браке (1940—1944) — М. Г. Фридлянд, жена во втором браке (1945—1983) — Наталья Александровна Тарасевич (1922—1997), работала внештатным преподавателем французского языка в редакции газеты «Правда».

## Награды
- Орден «Знак Почёта» и медали.

## Память
С 1988 года, пятой годовщины со дня смерти Пашуто, проводятся научные Чтения его памяти. Они получили общее наименование «Восточная Европа в древности и средневековье», с 1992 года проводятся ежегодно под эгидой Российского гуманитарного научного фонд, сначала в Институте российской истории РАН, с 1999 года — в Институте всеобщей истории РАН.
Председателем оргкомитета в 1988—1995 годах был А. П. Новосельцев, с 1996 года — Е. А. Мельникова.
Организаторы конференции продолжили научную традицию Пашуто: изучение истории Древней Руси в широком международном контексте и сравнении с историей других стран в тот же исторический период.
Ещё одной задачей было подготовить к изданию и опубликовать свод зарубежных источников по истории Восточной Европы, для чего проводились тематические конференции, на которых поставленная проблема изучалась как укрупнённо, так и детально. По материалам конференций издаётся ежегодник «Древнейшие государства Восточной Европы».

## Основные работы
Автор многочисленных трудов (15 книг и около 300 научных статей) по истории СССР эпохи феодализма (история России, Украины, Прибалтики), источниковедению и историографии.
- Александр Невский и борьба русского народа за независимость. М., 1951.
- Очерки по истории Галицко-Волынской Руси. М., 1950.
- Против некоторых буржуазных концепций образования Литовского государства // Вопросы истории. 1958. № 8. С. 165—169.
- Помезания. «Помезанская правда» как исторический источник изучения общественного и политического строя Помезании XIII—XIV вв.. М., 1955.
- Героическая борьба русского народа за независимость (XIII век). М., Госполитиздат, 1956.
- Образование Литовского государства. М., 1959.
- Труды польского академика Г. Ловмяньского по истории Литвы, Руси и славянства // Вопросы истории. 1959. № 10.
- Новосельцев А. П., Пашуто В. Т., Черепнин Л. В. и др. Древнерусское государство и его международное значение. М., 1965.
- Внешняя политика Древней Руси. М., 1968.
- Эволюция политического строя Руси (X—XIII вв.). — In: L’Europe aux IX-e — XI-e siècles. W-wa, 1968, p. 241—247.
- Русско-скандинавские отношения и их место в истории раннесредневековой Европы. — В кн.: Скандинавский сборник, вып. 15. Таллин, 1970, с. 51—62.
- Реваншисты-псевдоисторики России («Научно-популярная серия АН СССР»). М., 1971.
- Летописная традиция о «племенных княжениях» и варяжский вопрос // Летописи и хроники. Памяти А.Н. Насонова. М.: Наука, 1974.
- Новосельцев А. П., Пашуто В. Т., Черепнин Л. В. Пути развития феодализма (Закавказье. Средняя Азия, Русь, Прибалтика). М., 1972.
- Александр Невский (Серия «ЖЗЛ», вып. 542). М., Молодая гвардия, 1974, 1975.
- Пашуто В. Т., Флоря Б. Н., Хорошкевич А. Л. Древнерусское наследие и исторические судьбы восточного славянства. М., 1982.
- Русские историки-эмигранты в Европе. М., 1992.
- Русь. Прибалтика. Папство (Древнейшие государства Восточной Европы, 2008 год). — М.: Русский фонд содействия образованию и науке, 2011. — 688 с.